# 昌江
昌江（しょうこう、Chang River、簡体字: 昌江、拼音: chāng jiāng）は長江水系の鄱陽湖に注ぐ鄱江の支流のひとつで、上流では南寧河という名である。安徽省から江西省に向けて流れている。
安徽省祁門県の北東部にある大洪嶺の西南麓に発し、南へ向かった後、西南方向へ曲がり、江西省内に入る。ここで南寧河から昌江へと名前が変わる。浮梁県、昌江区、鄱陽県を流れ、鄱陽県の姚公渡で楽安河と合流して鄱江となる。
全長は267キロメートル、そのうち安徽省内を流れる距離は85キロメートル。流域面積は7,036平方キロメートル。年平均流量は181立方メートル／秒。支流には、瀝水河、北河、東河、西河、南河、浜田水がある。